# Otuyo
Otuyo est une localité du département de Potosí en Bolivie située dans la province de Cornelio Saavedra. Sa population s'élevait à 222 habitants en 2001.